# Parelasmopus suensis
Parelasmopus suensis är en kräftdjursart. Parelasmopus suensis ingår i släktet Parelasmopus och familjen Gammaridae. Inga underarter finns listade i Catalogue of Life.